# Джхилмила
Джхилмила (непальск. झिलमिला ताल) — озеро в муниципалитете Бхимдатта, район Канчанпур в Непале, расположенное на высоте около 668 метров, имеющее глубину около 9 метров и площадь 4,3 гектаров. Его бассейн площадью 40,2 гектаров занят болотами и лугами. Озеро окружено лиственным лесом, в котором преобладают салы, сосны и рододендроны, зелёными холмами, высота которых достигает 680 метров над уровнем моря, также рядом расположен храм Матери Джхилмилы, а по четырём сторонам озера расположены храмы богов и богинь: на юге — храм Джхилмилы, на севере — храм Сиддхи Байджнатхи, на западе — храм Дурги, на востоке — храм Пурнагири.

## Легенда
Книга индуистских верований Махабхарата описывает сверхъестественную силу озера Джхилмила. Пока пандавы были в изгнании, Драупади жаждала воды, Арджуна залез на дерево, и увидав озеро, послал туда своего первого брата. Брат, ушедший за водой, не вернулся, второй посланный брат тоже не вернулся. Наконец Юдхиштхира сам пошёл за водой. По прибытии Юдхиштхире, из озера вышла невидимая сила и начала задавать ему вопросы, на которые получила удовлетворительные ответы, после чего старший из братьев-Пандавов попросил оживить своих братьев, что и произошло.